# グランド・アベニュー-ニュータウン駅
グランド・アベニュー-ニュータウン駅（Grand Avenue-Newtown）はクイーンズ区グランド・アベニューと、ブロードウェイ、クイーンズ・ブールバード交差点に位置するニューヨーク市地下鉄INDクイーンズ・ブールバード線の駅である。E系統が深夜のみ、M系統が平日、R系統が深夜を除く終日停車する。

## 歴史
クイーンズ・ブールバード線は市営のインディペンデント・サブウェイ・システム（IND）で最初に建設された路線の一つで、マンハッタンのIND8番街線 とクイーンズ区ジャマイカのジャマイカ-179丁目駅を結んでいる。クイーンズ・ブールバード線は公共事業局から2,500万ドルの融資と債務保証を受けて建設された。
1936年12月31日にINDクイーンズ・ブールバード線は8駅5.6km（3.5マイル）に渡って延伸されて終端駅がジャクソン・ハイツ-ルーズベルト・アベニュー駅からユニオン・ターンパイク駅に移り、駅はその途中駅として開業した。
建設時、エルムハーストでは古いビルの建て替えが進んでいた:145:23。

## 駅構造
| G          | 地上階                       | 出入口 |
| M          | 改札階                       | 改札口、駅員詰所、メトロカード自動券売機 |
| P ホーム階 | 相対式ホーム、右側ドアが開く | 相対式ホーム、右側ドアが開く |
| P ホーム階 | 南行緩行線                   | ← 深夜帯：ワールド・トレード・センター駅行き（エルムハースト・アベニュー駅） ← 平日23時まで：ミドル・ヴィレッジ-メトロポリタン・アベニュー駅行き（エルムハースト・アベニュー駅） ← ベイ・リッジ-95丁目駅行き（エルムハースト・アベニュー駅） |
| P ホーム階 | 南行急行線                   | ← 深夜帯以外：通過 ← 通過 |
| P ホーム階 | 北行急行線                   | → 深夜帯以外：通過 → → 通過 → |
| P ホーム階 | 北行緩行線                   | → 深夜帯：ジャマイカ・センター駅行き（ウッドヘイブン・ブールバード駅）→ フォレスト・ヒルズ-71番街駅行き（ウッドヘイブン・ブールバード駅）→                                                                                                   |
| P ホーム階 | 相対式ホーム、右側ドアが開く | |

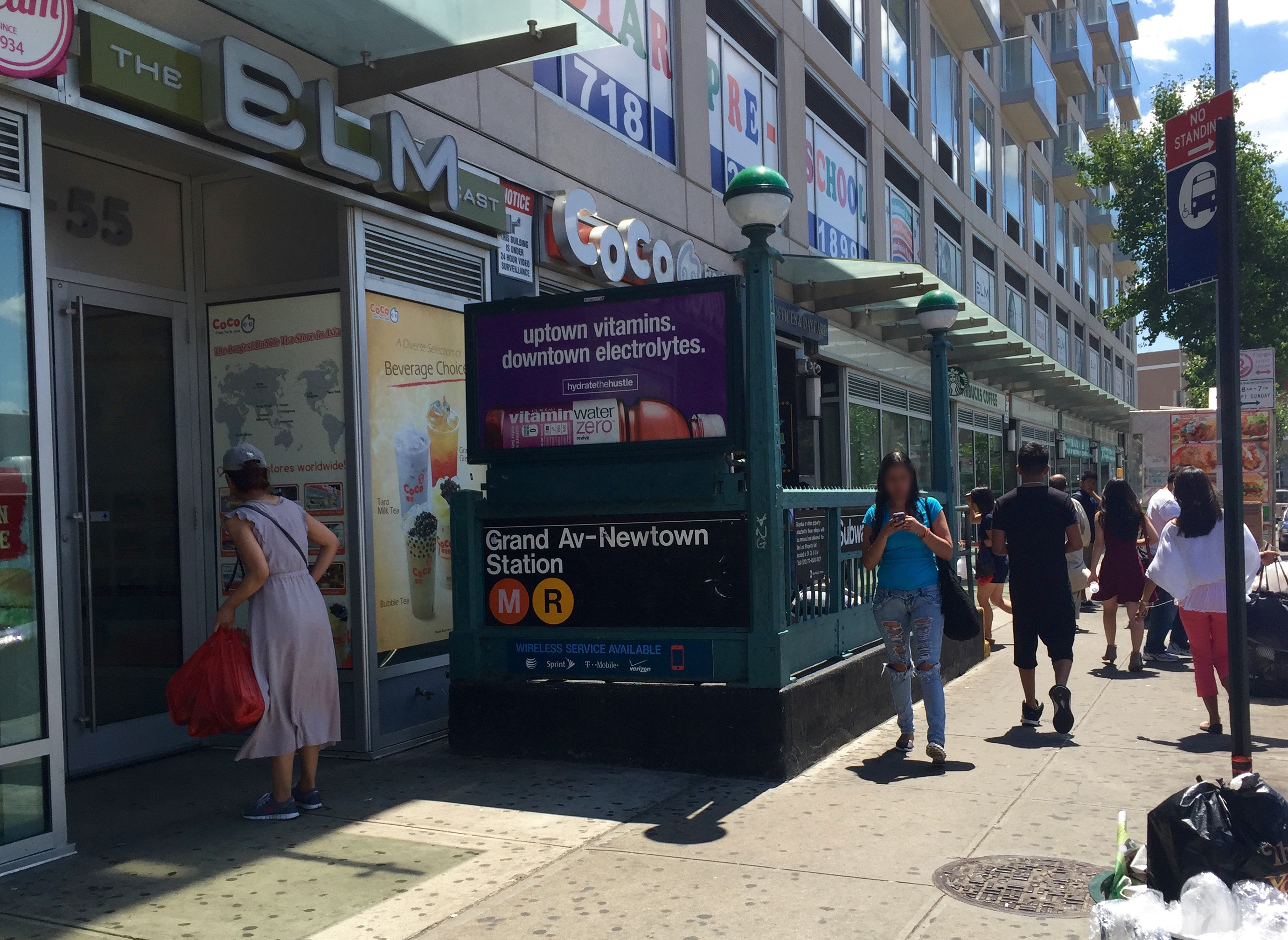
ブロードウェイの入口

相対式ホーム2面4線の駅で、緩急間には背の低い壁がある。メザニンはホーム全長に渡って設置されているが、東西2か所に柵で分断されており東側の改札のみホーム間連絡通路を兼ねている。
ホーム壁の駅名標は黒地に白字で"GRAND"と書かれた小さいものと、2行で"GRAND AVE. NEWTOWN"と書かれたものの2種類がある。また、柱には1本おきにニューヨーク市地下鉄標準の駅名標が設置されている。

### 出口
西端のブロードウェイ-ジャスティス・アベニュー交差点側の改札が終日営業となっており、同交差点南東と南西に階段が1つずつ接続している。
東端には無人改札があり、54番街とクイーンズ・ブールバード交差点の北東、南西、南東に階段が1つずつ接続している。